# George Wallace

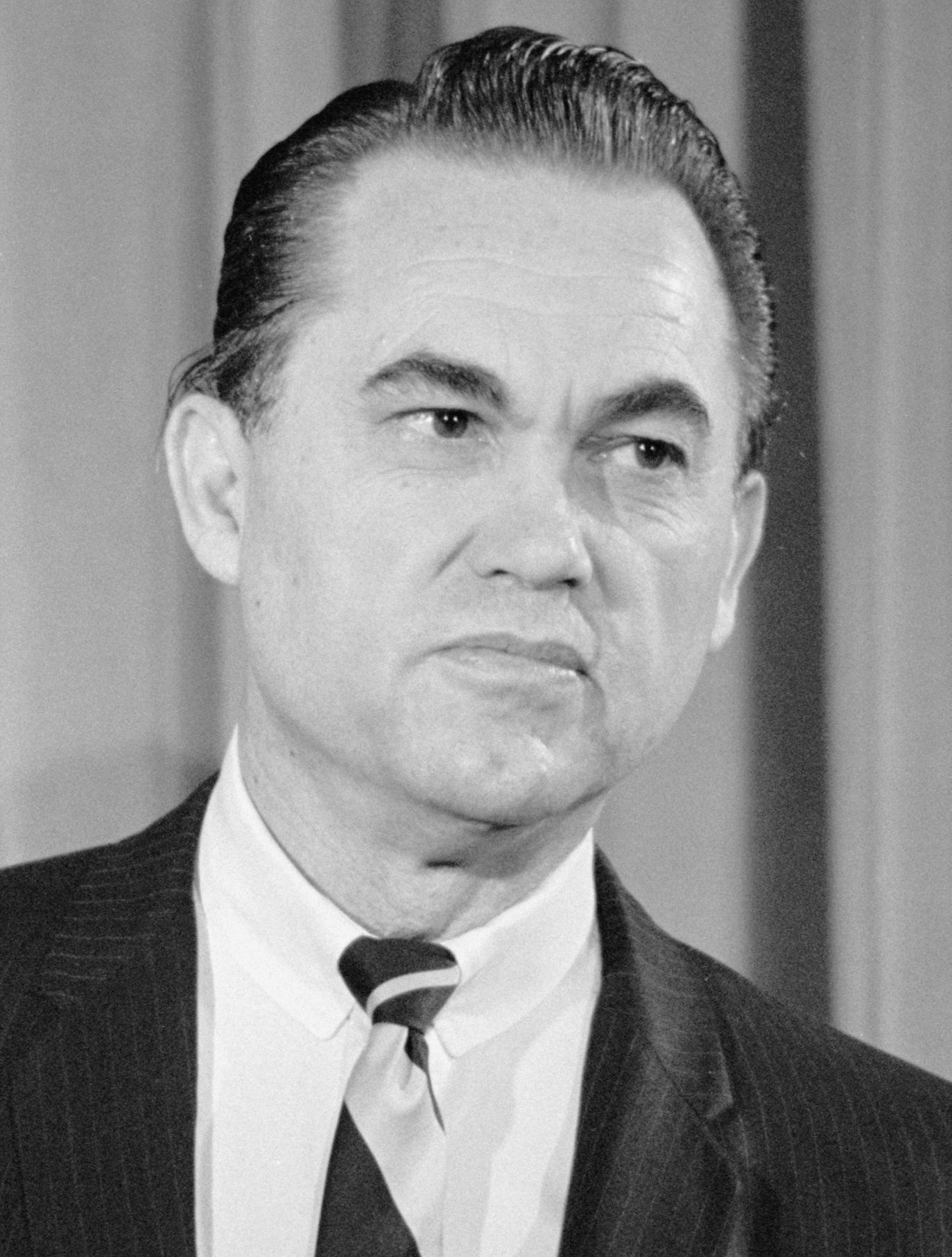
George Wallace (1968)

George Corley Wallace (* 25. August 1919 in Clio, Alabama; † 13. September 1998 in Montgomery, Alabama) war ein US-amerikanischer Politiker der Demokratischen Partei. Er wurde viermal zum Gouverneur des Bundesstaates Alabama gewählt (1963–1967, 1971–1979 und 1983–1987). Er gehörte zum konservativen Flügel der Demokraten und war in seiner ersten Amtszeit ein vehementer Verfechter der Rassentrennungspolitik in den Südstaaten, wandelte sich aber in den späten 1970ern zu einem Unterstützer der Bürgerrechtsbewegung. Er kandidierte auch viermal für das Amt des US-Präsidenten (1964, 1968, 1972 und 1976).

## Leben

### Frühe Jahre
Wallace wurde in seinen High-School-Tagen ein regional erfolgreicher Boxer. Später studierte er Jura. Nach seinem Studienabschluss 1942 ging er zu den United States Army Air Forces (Vorgängerin der U.S. Air Force). Er wurde Staff Sergeant und flog im Zweiten Weltkrieg an Bord einer B-29 der 58th Bombardment Group des XX Bomber Command Kampfeinsätze über Japan. Sein Kommandeur war General Curtis E. LeMay, der 1968 als Vizepräsidentschaftskandidat mit ihm zusammen in den Präsidentenwahlkampf zog. Während seiner Militärzeit wäre Wallace fast an einem Gehirnfieber gestorben, was sein Gehör und sein Nervensystem dauerhaft schädigte. Er wurde aus der Air Force mit einer Teilrente wegen Behinderung entlassen.
Im Mai 1946 gewann er seine erste Wahl, um Abgeordneter im Repräsentantenhaus von Alabama zu werden. Zum damaligen Zeitpunkt gehörte er zu den vergleichsweise progressiven Stimmen, was Rassenthemen betraf. Als Delegierter zur Democratic National Convention 1948 weigerte er sich beispielsweise mitzumachen, als einige Delegierte aus den Südstaaten den Saal verließen, obwohl auch er gegen Harry S. Trumans Position bezüglich der Bürgerrechte war, aber hauptsächlich, weil er Bundesgesetze gegen Rassendiskriminierung als Einschränkung der Rechte der einzelnen Bundesstaaten (States’ Rights) betrachtete; zu den Befürwortern dieser Linie gehörten auch Harry Byrd oder Strom Thurmond. Bei seiner Amtseinführung als Gouverneur 1963 rechtfertigte er diese Aktion jedoch mit politischen Argumenten.
1953 wurde er als Richter des dritten Gerichtsbezirks von Alabama gewählt. Dort wurde er als der „kleine kämpfende Richter“ bekannt, eine Anspielung auf seine Tage als Boxer.
1958 unterlag er John Malcolm Patterson in der demokratischen Vorwahl zur Nominierung als Gouverneurskandidat. Da zu dieser Zeit Alabama so gut wie immer von Demokraten regiert wurde, war die Vorwahl auch die entscheidende Wahl. Diese Niederlage war entscheidend für Wallaces künftige politische Ausrichtung: Patterson hatte die Unterstützung des Ku-Klux-Klan, einer Organisation, an der Wallace im Wahlkampf Kritik geübt hatte; Wallace hingegen hatte die Unterstützung der Bürgerrechtsorganisation NAACP. Nach der Wahl versprach Wallace: „I’ll never be outniggered again“ (Ich werde mich nie wieder überniggern lassen).
Nach seiner Niederlage wurde Wallace ein Hardliner in „Rassenfragen“ und dieser Standpunkt half ihm bei der nächsten Gouverneurswahl die Stimmen der weißen Bevölkerung zu gewinnen. 1962 wurde er als Gouverneur gewählt, mit einem Pro-Rassentrennungs-Wahlprogramm, das auch die Rechte der einzelnen Bundesstaaten gegenüber dem Bund betonte.

### Erste Amtszeit als Gouverneur

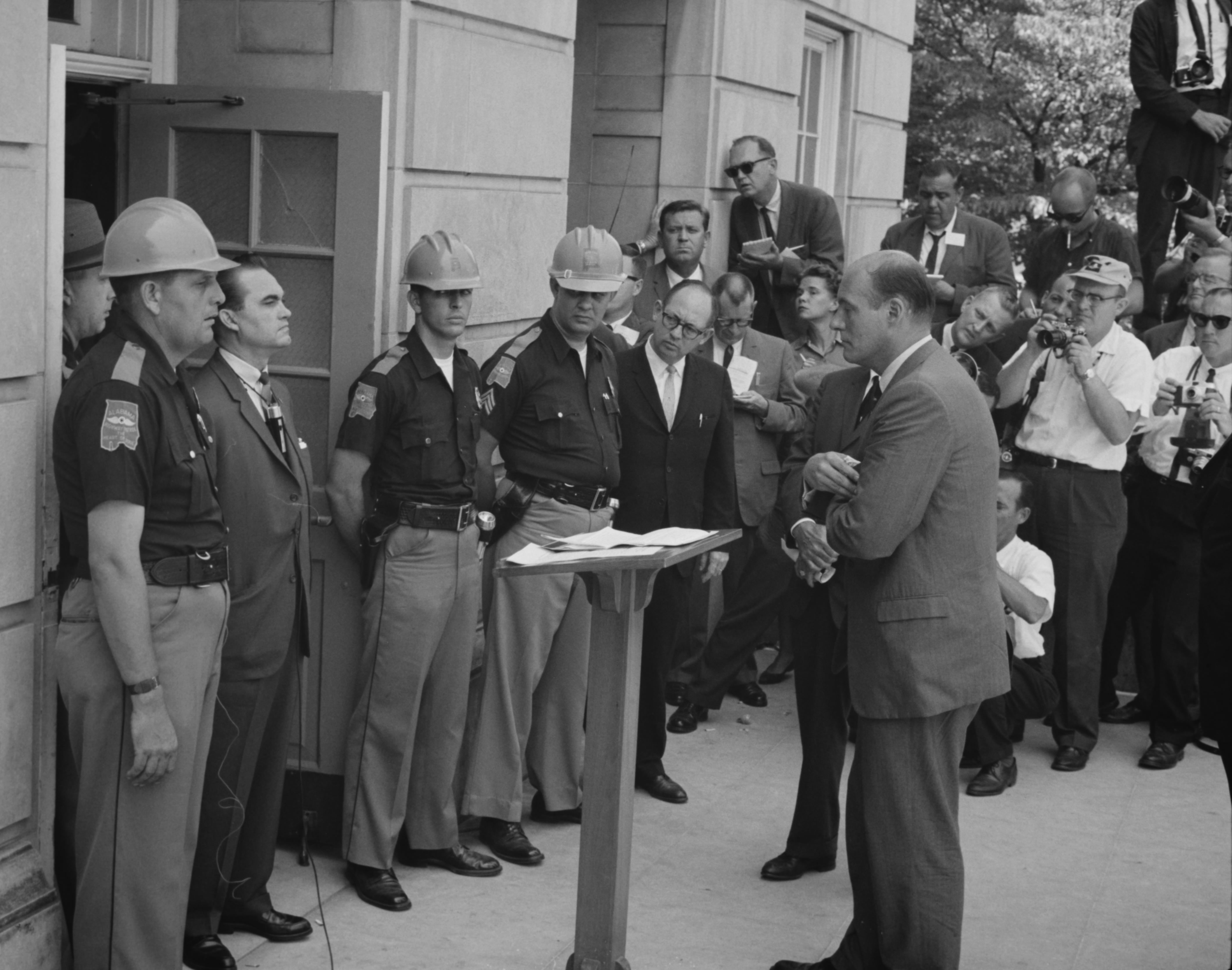
Katzenbach (rechts) vor Gouverneur George Wallace (links in der Tür) vor der University of Alabama

In seiner Rede zur Amtseinführung 1963 erklärte Wallace: „Rassentrennung heute, Rassentrennung morgen und Rassentrennung für immer!“ Diese Zeilen wurden von Wallaces neuem Redenschreiber, Asa Carter, geschrieben. Wallace behauptete später, er habe diesen Teil der Rede nicht gelesen, bevor er sie hielt, und dass er es unmittelbar danach bedauert habe.
Am 11. Juni 1963 stand er vor der Tür eines Gebäudes an der University of Alabama, um zu verhindern, dass zwei afroamerikanische Studenten, Vivian Malone und James Hood, sich dort einschrieben, was gegen die bisherige Praxis der Rassentrennung verstoßen hätte. Nachdem der stellvertretende Bundesjustizminister Nicholas Katzenbach ihn nicht zum Wegtreten bewegen konnte, stellte Präsident Kennedy die Nationalgarde von Alabama unter Bundesbefehl, und der Kommandeur Henry V. Graham forderte Wallace auf, sich zu entfernen. Danach machte er den Weg für die Studenten frei.
In seiner I Have a Dream-Rede spielte Martin Luther King auf Wallace und seine rassistische Politik an, ohne ihn namentlich zu erwähnen.
Am 2. September 1963 setzte George Wallace die Staatspolizei in Marsch, um das Betreten integrierter Schulen durch schwarze Kinder zu unterbinden.
Ein weiteres Ereignis seiner ersten Amtszeit war der Bombenanschlag auf die 16th Street Baptist Church in Birmingham 1963, bei dem vier afroamerikanische Mädchen getötet wurden. Viele Bürgerrechtler sahen Wallace und Birminghams Polizeichef Eugene „Bull“ Connor mitverantwortlich für die hasserfüllte Atmosphäre, die zum Anschlag führte. Martin Luther King nahm diese Vermutung zum Anlass, Wallace anzurufen, um ihm zu sagen, das Blut der ermordeten Kinder sei an seinen Händen.

### Präsidentschaftskandidatur 1964
Durch die Bekanntheit, die er in der University-of-Alabama-Kontroverse gewonnen hatte, war er in der Lage, seine erste Kandidatur für das Präsidentenamt 1964 durchzuführen. Dabei zeigte er eine überraschende Stärke in den Vorwahlen in Wisconsin, Maryland und Indiana, wo er bis zu einem Drittel aller Stimmen gewann. Sein Image als Außenseiter und seine Botschaft von den Rechten der Bundesstaaten gegenüber der Bundesregierung schienen landesweit auf Zuspruch zu stoßen. Dennoch hatte er auf dem Nominierungsparteitag der Demokraten keine Chance gegen den amtierenden Präsidenten Lyndon B. Johnson, der sich um eine Wiederwahl bemühte.

### Die „Macht hinter dem Thron“
Die Landesverfassung von Alabama ließ zu diesem Zeitpunkt die Wiederwahl eines amtierenden Gouverneurs nicht zu. Erst später wurde diese Vorschrift abgeschafft, insbesondere aufgrund der Initiative des Wallace-Lagers.
Als Behelfsmaßnahme ließ Wallace seine Ehefrau Lurleen für die Amtszeit ab 1966 kandidieren. Es war allgemein bekannt, dass im Falle ihres Wahlsieges George Wallace selbst das Geschick des Bundesstaates lenken würde. Diese Strategie einer Ersatzkandidatur hatte schon James E. Ferguson in den Gouverneurswahlen von Texas 1924 verfolgt, nachdem er wegen Amtsenthebung von einer weiteren Kandidatur abgehalten wurde und stattdessen die Wahl seiner Frau Ma Ferguson unterstützte.
Lurleen Wallace gewann die Wahl, wurde 1967 die erste Gouverneurin Alabamas und die einzige bis zur Ernennung von Kay Ivey im April 2017. Sie starb jedoch schon 1968 an Krebs. Vizegouverneur Albert Brewer folgte ihr im Amt des Gouverneurs nach, so dass Wallace vorübergehend den direkten Zugang zur Macht verlor. 1970 konnte er eine erneute eigene Kandidatur anstreben und erreichte seine zweite Amtszeit.

### Präsidentschaftskandidatur 1968
Als Wallace sich 1968 um das Amt des US-Präsidenten bewarb, kandidierte er nicht für die Demokraten, sondern für die American Independent Party. Sein Kandidat für das Amt des Vizepräsidenten war der Air-Force-General Curtis E. LeMay. Er hoffte genug Wahlmänner im Electoral College zu gewinnen, so dass keiner der Kandidaten eine Mehrheit erreichen würde und der Präsident vom US-Repräsentantenhaus gewählt werden müsste. Damit käme ihm die Rolle eines Züngleins an der Waage zu, und er hoffte, dass die Südstaaten dies im Kongress taktisch ausnutzen könnten, um ihre Stimmen gegen ein Entgegenkommen der anderen Staaten zu tauschen, was eine Lockerung der Bemühungen des Bundes, die Rassentrennung zu beenden, ergeben könnte.
Dies kam jedoch nicht zustande. Wallace konnte nur die Wahlmännerstimmen von Alabama, Arkansas, Georgia, Louisiana und Mississippi (so genannter Deep South) gewinnen und erhielt insgesamt nur 9.901.151 Stimmen (13,5 %) und 46 Wahlmänner. Im selben Jahr wurde auf Drängen von Vizepräsident Hubert H. Humphrey der Civil Rights Act vom Kongress verabschiedet.
Thematisch betonte Wallace in seinem Wahlkampf Law and Order, ähnlich wie der republikanische Kandidat, der ehemalige Vizepräsident Richard Nixon (siehe Southern strategy). Die Kandidaten der beiden großen Parteien waren daher beide besorgt, da Wallace im Süden Nixon Stimmen abnehmen könnte, aber auch in nördlichen Bundesstaaten mit einem hohen Anteil an gewerkschaftlich organisierten Arbeitern wie Michigan, Ohio und New Jersey könnte er dem demokratischen Kandidaten, dem amtierenden Vizepräsidenten Humphrey, Stimmen wegnehmen.
Der Außenseiterstatus von Wallace erwies sich erneut als populär unter den Wählern, insbesondere in den ländlichen Südstaaten, und er erhielt in fünf dieser Staaten die meisten Stimmen, so dass er das Ziel nur knapp verfehlte, die Wahl im Repräsentantenhaus entscheiden zu lassen. Er ist die bislang letzte Person, die Stimmen im Electoral College erhielt, die nicht von einer der beiden Volksparteien nominiert wurde, und war die erste seit Dixiecrat Strom Thurmond, der 20 Jahre vor ihm einen ähnlichen regionalen Anti-Integrations-Wahlkampf führte. Über die ihm zugesagten Stimmen hinaus erhielt er auch die Stimme eines Wahlmannes aus North Carolina, der für Nixon gewählt worden war.
Für viele war Wallace ein unterhaltsamer Wahlkämpfer, unabhängig davon, ob sie seine Meinungen teilten. Auf Hippies, die ihm vorwarfen, ein Nazi zu sein, antwortete er: „Ich habe schon Faschisten getötet, als ihr Punks noch in den Windeln lagt.“  An andere Hippies richtete er die Botschaft: „Ihr ruft mir four-letter words (engl.: Schimpfwörter, wörtlich: Wörter mit vier Buchstaben) nach; ich habe für euch ebenfalls ein paar: S-O-A-P (engl: Seife) und W-O-R-K (engl: Arbeit).“ Als die Stadt Washington einen Bevölkerungsrückgang durch die Suburbanisierung vornehmlich weißer Bewohner erlebte, während Afroamerikaner in der Stadt blieben, kommentierte er dies: „Sie bauen eine Brücke über den Potomac für die ganzen weißen Liberalen, die nach Virginia flüchten.“ Wallace wollte damit andeuten, dass viele Befürworter der Integration es vorziehen würden, von ihren schwarzen Nachbarn wegzuziehen. Wallace sagte ferner, dass er mit Abraham Lincoln nicht darin übereinstimme, ob Afroamerikaner wählen, in Geschworenengerichten dienen oder öffentliche Ämter innehaben sollten – auch wenn er mit Lincoln darin übereinstimme, dass die Gleichberechtigung für sie mit Bildung, Wohlstand und Zeit kommen könnte.

### Zweite Amtszeit als Gouverneur
1970 wurde er zum zweiten Mal zum Gouverneur von Alabama gewählt.
Der republikanische US-Präsident, Richard Nixon, versuchte Wallace’ Chancen auf eine weitere Präsidentschaftskandidatur zu schmälern. Daher unterstützte Nixon bei der Vorwahl zu den Gouverneurswahlen 1970 den amtierenden Gouverneur der Demokraten, Albert Brewer. Außerdem ließ Nixon die Steuerbehörde der Frage nachgehen, ob der Wallace-Wahlkampf von illegalen Spenden profitiert habe. Eine Umfrage des Meinungsforschungsinstituts Gallup aus dieser Zeit zeigte, dass Wallace der siebtmeistrespektierte Mann bei den US-Amerikanern war, noch vor Papst Paul VI., der auf den achten Platz kam.
Bei den Vorwahlen um die demokratische Kandidatur zwischen Wallace und Brewer zeichnete sich ein knappes Rennen ab. Wallace führte eine aggressive und negative Wahlkampagne gegen Gouverneur Brewer. Unter anderem ließ er Gerüchte streuen, Brewer sei homosexuell und dessen Ehefrau Alkoholikerin. Er porträtierte Brewer als führungsschwach, als Marionette von Linken und Schwarzen, der diesen den Staat ausliefere. In einem der letzten offen rassistischen Wahlkämpfe der US-Geschichte setzte sich Wallace schließlich knapp durch. Historiker betrachten die demokratischen Vorwahlen von Alabama 1970 als „schmutzigsten Wahlkampf aller Zeiten“. Albert Brewer sagte später, wenn ein solcher Wahlkampf notwendig sei, um Gouverneur zu werden, dann verzichte er gerne darauf.
Im Frühjahr 1972 erklärte Wallace seine erneute Kandidatur für das Amt des US-Präsidenten; diesmal wollte er jedoch wieder für die Demokraten nominiert werden. In Florida gewann er bei den Vorwahlen in jedem County des Staates mit insgesamt 42 % der Stimmen gegen den linken Kandidaten George McGovern, gegen den schon 1968 nominierten Hubert H. Humphrey und gegen neun weitere Kandidaten. Trotzdem wurde letzten Endes McGovern als Herausforderer von Präsident Nixon nominiert. Im Vorfeld seiner Nominierung erklärte er, seine Meinung zur Rassentrennung geändert und schon immer moderate Ansichten vertreten zu haben.

### Attentat
Während eines Wahlkampfauftritts in Laurel (Maryland) im Mai 1972 wurde Wallace bei einem Attentat von Arthur Bremer angeschossen. Drei weitere Personen wurden bei der Schießerei verletzt; alle überlebten. Das Tagebuch von Bremer, das nach seiner Verhaftung unter dem Titel An Assassin’s Diary veröffentlicht wurde, zeigte, dass die Tat nicht durch Politik motiviert wurde, sondern vom Verlangen danach, berühmt zu werden. Auch Präsident Nixon wurde als mögliches Ziel von Bremer in Betracht gezogen. Das Attentat ließ Wallace gelähmt zurück, da eine der Kugeln in seinem Rückenmark verblieb.
Nach dem Attentat auf ihn gewann Wallace die Vorwahlen in Maryland, Michigan, Tennessee, und North Carolina. Im Rollstuhl sprach er auf der Democratic National Convention in Miami im Sommer 1972. Der letztlich nominierte Kandidat der Demokraten, Senator George McGovern aus South Dakota, unterlag Amtsinhaber Nixon deutlich, er verlor in 49 von 50 Staaten.
Wallace erholte sich in einem Krankenhaus in Maryland, also außerhalb seines Heimatstaates. Der Verfassung des Staates Alabama zufolge diente darum der Vize-Gouverneur, Jere Beasley, vom 5. Juni bis zum 7. Juli als amtierender Gouverneur.

### Kandidatur 1975/76
Im November 1975 kündigte Wallace seine vierte und letzte Bewerbung für das Präsidentenamt an. Die folgende Kampagne wurde aber von den Befürchtungen der Wähler wegen seiner gesundheitlichen Probleme überschattet. Seine Unterstützer meinten, die Medien würden wegen Vorurteilen ein Bild von Wallace’ Hilflosigkeit zeichnen, und verwiesen auf die Lähmung des demokratischen Präsidenten Franklin D. Roosevelt drei Jahrzehnte früher. Nachdem Wallace mehrere Vorwahlen in seiner Hochburg, den Südstaaten, gegen den früheren Gouverneur von Georgia und späteren Wahlsieger Jimmy Carter verloren hatte, stieg er im Juli 1976 aus dem Rennen aus.

### Änderung der Ansichten
Während seiner letzten Amtsjahre in den späten 1970er Jahren wandelte er sich zum „wiedergeborenen Christen“, entschuldigte sich bei ehemaligen Führern der Bürgerrechtsbewegung für seine früheren Ansichten hinsichtlich der Rassentrennung und bezeichnete sie als falsch. Er sagte auch, dass er früher Macht und Ruhm angestrebt habe, nun aber einsehe, dass er Liebe und Vergebung suchen solle. Wallace bekannte, dass seine rassistischen Ansichten und seine rassistische Rhetorik Schwarzen psychische Schmerzen bereitet haben könnten. In seiner letzten Amtszeit als Gouverneur (1983–1987) ernannte er eine nie dagewesene Zahl von Afroamerikanern in Regierungspositionen.

### Zweite und dritte Ehe
George Wallace war nach dem Tod seiner Frau noch zweimal verheiratet, beide Ehen endeten mit der Scheidung. 1971 heiratete er Cornelia Ellis Snively, eine Nichte des früheren Gouverneurs von Alabama, Jim Folsom (Big Jim), das Paar wurde 1978 geschieden. Im Jahre 1981 heiratete er Lisa Taylor, eine Country-Sängerin; die Beziehung endete 1987.

## Rezeption
- Bremers oben genanntes Tagebuch habe den Drehbuchautor Paul Schrader zur 1976 Figur des Travis Bickle in Martin Scorseses Taxi Driver inspiriert.
- 1997 hat John Frankenheimer aus dem Leben des Gouverneurs in dem Film Wallace  mit Gary Sinise in der Titelrolle erzählt.
- In seinem 1980 veröffentlichten Album Peter Gabriel (Melt) und der deutschen Übersetzung des Albums von dem Liedtexter Horst Königstein Ein deutsches Album bezieht sich Peter Gabriel in seinem Lied Family Snapshot bzw. Schnappschuss (Ein Familienfoto) auf das Attentat.[5]

## Darstellung in der Kunst
- Der biographische Spielfilm Wallace aus dem Jahre 1997 porträtiert sein Leben.
- Ausschnitte aus den Reden Wallace’ werden in Spike Lees Film Vier kleine Mädchen gezeigt.
- Für den Film Forrest Gump wurde der Schauspieler Tom Hanks nachträglich in Fernsehaufnahmen von der Einschreibung der ersten schwarzen Studierenden an der University of Alabama am 11. Juni 1963 eingefügt.
- In Stephen Kings Roman Der Anschlag wird Wallace in einer alternativen Zeitschiene Nachfolger des nicht ermordeten John F. Kennedy als US-Präsident. In dieser Funktion lässt er mehrerer Atombomben zünden.
- In dem Film Selma von 2014, der während der Bürgerrechtsbewegung spielt, gegen die sich der damalige Gouverneur Wallace öffentlich aussprach, wurde Wallace von dem Schauspieler Tim Roth porträtiert.
- In John Ridleys Film Shirley (2024), der der US-amerikanischen Politikerin Shirley Chisholm gewidmet ist, verkörpert Schauspieler W. Earl Brown den Hardliner Wallace.